# Qualité de la science française (association)
Qualité de la science française est une association fondée en 1982 et actuellement présidée par Joëlle Ducos. Elle « a pour mission de défendre et de promouvoir la qualité et la créativité de l’enseignement supérieur et de la recherche en France, conditions indispensables de la compétitivité de la science, du développement de l’économie, et de la diffusion de la culture. S’il revient aux organisations syndicales d’assurer la défense collective et individuelle des universitaires, l’association QSF entend que les choix scientifiques soient faits sur la base de critères exclusivement scientifiques, indépendamment de toute autre considération. »

## Historique
En 1981, le mathématicien Laurent Schwartz est chargé de rédiger la partie concernant l’Enseignement supérieur et la Recherche de la Commission du bilan, présidée par François Bloch-Lainé.  Ce rapport qui fut l'Annexe IV du rapport final de la commission était intitulé : « La France en mai 1981 : l’enseignement et le développement scientifique ». En octobre 1983, ce texte est repris et remanié par Laurent Schwartz qui publie : Pour sauver l’université. Ce texte est le manifeste fondateur de l'association Qualité de la science française, fondée en 1982. Dans cet ouvrage, Laurent Schwartz défend l'idée d'une évaluation de la Recherche, mais exclusivement sur la base d'une évaluation contradictoire et plurielle par les scientifiques eux-mêmes, et Schwartz devient le premier président du Comité national d'évaluation. Cette organisation se présente alors aux élections du Cneser et du CNU contre les syndicats.
Son action a été prolongée par ses successeurs à  la présidence de l'association, Pierre Merlin (1989-2003), Antoine Compagnon (2003-2011), Olivier Beaud (2011-2017), Claudio Galderisi (2017-2020), Denis Kambouchner (2020-2022), Joëlle Ducos (depuis janvier 2023) notamment dans le cadre du Conseil national de l'enseignement supérieur et de la recherche (CNESER). Les principales propositions de QSF ont été exprimées pour la première fois en 1994 dans l'ouvrage Pour la qualité de l'université française (PUF, 1994). QSF défend notamment que les choix d'ordre scientifique doivent être exclusivement du ressort d'instances scientifiques, le rôle des organisations syndicales et politiques s'exprimant exclusivement dans les domaines qui leur sont propres.

## Représentativité
QSF a obtenu des élus au CNESER  et au Conseil supérieur de l'éducation (CSE), ainsi que dans de nombreuses sections du Conseil national des universités (CNU), dont plusieurs ont un président élu sous l'étiquette de QSF. 